# اردوگاه کار اجباری ناتزوایلر-اشتروتهوف
اردوگاه کار اجباری ناتزوایلر-اشتروتهوف (به آلمانی: Natzweiler-Struthof) از جمله اردوگاه‌های کار اجباری آلمان نازی بود که در کوهستان‌های ووژ نزدیک به روستای «ناتزویلر» و استروتهوف در قلمرو انضمامی دفاکتوی گائو بادن-آلزاس فرانسه برپا شده بود. این اردوگاه از ۲۱ مه ۱۹۴۱ تا سپتامبر ۱۹۴۴ فعالیت می‌کرد، و تنها اردوگاه برپا شده توسط آلمان نازی در خاک فرانسهٔ پیش از جنگ بود. اردوگاه در ارتفاع ۸۰۰ متری از دریا و در منطقه ای بسیار محافظت‌شده قرار داشت.

## معرفی
تخمین زده می‌شود که در اردوگاه کار اجباری ناتزوایلر-اشتروتهوف  نزدیک به ۵۲٬۰۰۰ زندانی در طی دوران فعالیت در آنجا نگه داشته می‌شدند. این زندانیان اغلب جنگجویان مقاومت در قلمروهای اشغالی آلمان نازی بودند. از اردوگاه هم به عنوان اردوگاه انتقالی و هم برای کاری اجباری استفاده می‌شد و با گذر جنگ، از آن برای کشتار نیز بهره گرفته می‌شد. تعدادی از زندانیان این اردوگاه به دلیل کمبود غذا و کار شدید جان باختند. تخمین زده می‌شود که ۲۲٬۰۰۰ تن جان خود را در این اردوگاه و زیرمجموعه‌های آن از دست دادند. بسیاری زندانیان به اردوگاه‌های دیگر فرستاده شدند؛ به ویژه، در ۱۹۴۴ رئیس پیشین اردوگاه آشویتس به ناتزوایلر آورده شد تا با پیشروی بیشتر نیروهای متفق در فرانسه، زندانیان اردوگاه را به داخائو منتقل کند. تنها کارمندان اندکی از اعضای اس‌اس تا آزادسازی اردوگاه توسط ارتش یکم فرانسه و گروه ارتشی ششم ایالات متحده در ۲۳ نوامبر ۱۹۴۴ در آن باقی ماندند.
در ناتزوایلر، آگوست هرت آناتومیست اقدام به برپایی مجموعه ای از استخوان‌های یهودیان کرد تا بتواند یهودیان را به عنوان نژادی دون‌پایه به نمایش بگذارد. فیلمی مستند دربارهٔ ۸۶ مرد و زنی که برای این پروژه جان خود را از دست دادند ساخته شد، و پس از جنگ نیز افرادی که در قساوت‌های درون این اردوگاه دست داشتند به دادگاه برده شدند. این اردوگاه امروزه به شکل موزه در دسترس است. از جمله زندانیان سرشناس این اردوگاه می‌توان به بوریس پاهور اشاره کرد که رمان نامدار خود با نام نکروپولیس را در آنجا نوشت.

## پیش‌زمینه
در ۱۹۴۰، آلمان به فرانسه حمله کرد و آلزاس را به تصرف درآورد. این ناحیهٔ چسبیده به مرز آلمان برای آلمانی‌سازی کامل انتخاب شد و به شکل گائو بادن-آلزاس به انضمام خاک آلمان درآمد. در ۲ ژوئیه ۱۹۴۰، دو هفته پس از سقوط نزدیک‌ترین شهر که استراسبورگ بود، اردوگاهی توقیفی در نزدیک شیرمک بر پا شد که د تمام طول جنگ ادامه پیدا کرد اما هیچ‌گاه بخشی از شبکهٔ اردوگاه‌های کار اجباری نشد. اردوگاه اصلی ناتزوایلر-استروتهوف در ۱ مه ۱۹۴۱ در نزدیکی آن اردوگاه در روستای ناتزوایلر در دره بروش بر پا شد. این مکان به ویژه به دلیل نزدیکی به یک معدن سنگ برگزیده شد تا امکان کار اجباری را نیز فراهم آورد.

## عملیات

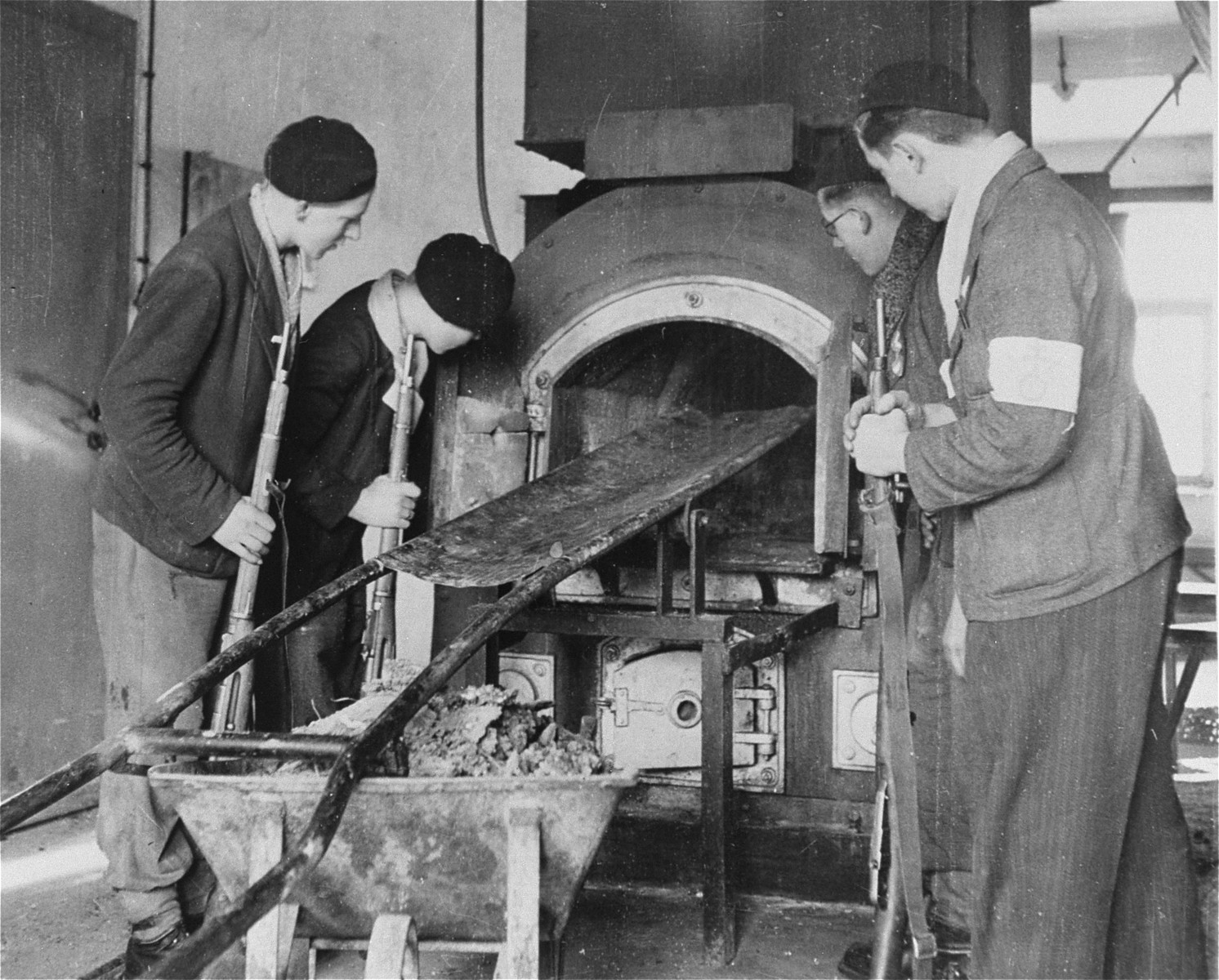
سربازان مقاومت فرانسه در حال بازدید از کوره آدم‌سوزی اردوگاه

ناتزوایلر-استروتهوف میان ۲۱ مه ۱۹۴۱ تا آغاز سپتامبر ۱۹۴۴ و هنگامی که افسران اس‌اس آن را به مقصد داخائو ترک کردند، فعالیت داشت. ساخت اردوگاه با نظارت هانس هوتیگ در بهار ۱۹۴۱ در منطقه ای جنگلی و دورافتاده و در ارتفاع ۸۰۰ متری دریا به پیش رفت. با ترک اردوگاه توسط اغلب نیروهای نازی، زندانیان به ناچار راه‌پیمایی مرگی به داخائو کردند.
در ۲۳ نوامبر ۱۹۴۴، اردوگاه به همراه کارمندان اندکی که در آن باقی مانده بودند توسط ارتش یکم فرانسه پیدا و آزاد شد. در همان روز نیز متفقین شهر استراسبورگ را آزاد کردند. در این هنگام ناتزوایلر-استروتهوف دارای نزدیک به ۷۰ زیربخش و اردوگاه‌های مرتبط بود.

### کارکرد اولیه
تعداد کل زندانیان در سه سال پس از ساخت اردوگاه به ۵۲٬۰۰۰ تن از ۳۲ ملیت مختلف رسید. این زندانیان از لهستان، اتحاد جماهیر شوروی، هلند، فرانسه، آلمان نازی، مناطق اسلون‌زبان یوگسلاوی سابق، و نروژ بودند. اردوگاه به ویژه برای زندانیان شب و مه ترتیب داده شده بود که اغلب شامل جنگجویان گروه‌های مقاومت می‌شدند. این اردوگاه به منظور کار اجباری و نیز انتقال ساخته شده بود، و بسیاری از زندانیان آن به دیگر اردوگاه‌های کار اجباری نازی فرستاده می‌شدند. با ادامه جنگ، اردوگاه کارکرد کشتار را نیز به دست آورد. بعضی زندانیان از شدت کار کردن و نیز کمبود غذا کشته می‌شدند. شمار کشته‌شدگان‌شدگان به ۲۲٬۰۰۰ تن در اردوگاه اصلی و زیربخش‌های آن تخمین زده می‌شود.
از زندانیان اردوگاه به منظور کمک به ماشین جنگی ورماخت با کمک شرکت‌های صنعتی خصوصی بهره گرفته می‌شد. کار کردن در چندین اردوگاه زیربخش صورت می‌گرفت که در نزدیکی معدن‌ها و تونل‌هایی قرار گرفته بودند تا از خطر حملات هوایی نیروهای متفق در امان بمانند. کار زیاد، تاریکی، و کمبود بهداشت باعث چندین همه‌گیری شد؛ نرخ مرگ و میر گاه به ۸۰ درصد می‌رسید. بعضی کارگران در معدن‌های سنگ کار می‌کردند، اما عده زیادی نیز در زیربخش‌های متعدد اردوگاه به تولید ادوات نظامی مشغول بودند. دایملر-بنز کارخانه تولید موتور هواپیمای خود را از برلین به معدن سنگ‌گچی در زیربخشی نزدیک به نکارلتس منتقل کرد. شرکت هواپیماسازی مسرشمیت نیز ۳٬۰۰۰ زندانی را در این اردوگاه به کار می‌گرفت. تعداد کارگران اردوگاه‌های زیربخش ناتزوایلر-استروتهوف ۱۹٬۰۰۰ تن تخمین زده می‌شود، و در اردوگاه اصلی نیز میان ۷٬۰۰۰ تا ۸٬۰۰۰ تن حضور داشتند.
اردوگاه دارای مرده‌سوزخانه و یک اتاق گاز بود که برای کشتار گسترده طراحی نشده بودند، بلکه تنها پاکسازی‌های گزینشی؛ از جمله مجموعه استخوان‌های یهودیان به منظور فراهم کردن اجساد مربوط به آزمایش‌های روی انسان‌ها، و نیز پاکسازی اجساد دارای تیفوس. در جریان دادگاه نورنبرگ، یکی از دکتران اردوگاه شهادت داد که بعضی کودکان نیز در ناتزوایلر-استروتهوف به منظور آزمایش سم‌های بدون رد و اثری که بتوانند در اعدام مقامات نازی و نیز زندانیان استفاده بشوند کشته شدند.
اردوگاه در اواخر تابستان ۱۹۴۴ در عمل درون منطقه نبرد جنگی قرار داشت و در اوایل سپتامبر ۱۹۴۴ تخلیه شد. پیش از تخلیه، ۱۴۱ زندانی در فاصله ۳۱ اوت تا ۱ سپتامبر با گلوله کشته شدند.